# 互連斑任氏鱂
互連斑任氏鱂為輻鰭魚綱鯉齒目四眼魚科的其中一種，分布於南美洲阿根廷西部至玻利維亞南部的淡水流域，體長可達5.5公分。

## 擴展閱讀
維基物種上的相關：互連斑任氏鱂